# Laccophilus mirabilis
Laccophilus mirabilis är en skalbaggsart som beskrevs av Guignot 1956. Laccophilus mirabilis ingår i släktet Laccophilus och familjen dykare. Inga underarter finns listade i Catalogue of Life.